# Парадокс Даунса — Томсона
Парадокс Доунса — Томсона (англ. Downs–Thomson paradox) — выявлен в 1960-х годах Энтони Даунсом и Дж. М. Томсоном. Суть данного парадокса сводится к тому, что равновесная скорость движения личного автотранспорта по дорожной сети примерно равна среднему значению между скоростью, с которой добираются от исходной до конечной точки пользователи общественного транспорта (имеется в виду железная дорога, метро, автобусы и трамваи, движущиеся по выделенной полосе и т. д.) и скоростью перемещения между теми же конечными точками с использованием лучшей альтернативы общественному транспорту.
Это парадокс, поскольку противоречит общепринятому мнению, что улучшение дорожной сети приведёт к уменьшению заторов на дорогах. В реальности улучшения дорожной сети обычно приводят к более широкому использованию этих дорог, но не к уменьшению заторов.
В отдельный парадокс Пигу — Найта — Доунса (Pigou-Knight-Downs paradox) выделяют следствие из парадокса Даунса — Томсона о том, что улучшения дорожной сети могут даже усугубить заторы, если при этом использование общественного транспорта сделается менее удобным или если дорожные улучшения вызовут смещение денежных потоков, что приведёт к оттоку денег из системы общественного транспорта. Схожий эффект был показан Дитрихом Браесом в так называемом парадоксе Браеса: согласно ему, добавление альтернативных путей к транспортной сети при независимом («эгоистическом») распределении нагрузки на её элементы может уменьшать общую эффективность её работы.
Парадокс Даунса — Томсона возникает из-за перехода пассажиров с общественного транспорта на личный под воздействием отложенного спроса. Отток пассажиров с общественного транспорта уменьшает прибыль его операторов и вынуждает их к увеличению интервалов, что заставляет пересаживаться на личный автотранспорт и других пассажиров. Однако при этом ухудшается и дорожная ситуация: поверив в улучшение пропускной способности дороги в часы пик, на неё начинают выезжать водители, которые ранее старались пользоваться дорогой вне пиковых часов. Оба этих фактора нарушают транспортное равновесие, приводят к взрывному росту потока автотранспорта на расширенной дороге, возникновению ещё больших заторов и ухудшению обслуживания на общественном транспорте.
Парадокс Даунса — Томсона не универсален и применим лишь в случаях, когда существует развитая система общественного транспорта, и когда существующая дорожная сеть уже не справляется с автомобильным потоком. Существуют экспериментальные лабораторные и математические доказательства парадокса.